# Heterusia fidoniata
Heterusia fidoniata är en fjärilsart som beskrevs av Otto Staudinger 1894. Heterusia fidoniata ingår i släktet Heterusia och familjen mätare. Inga underarter finns listade i Catalogue of Life.